# 飞泉洞摩崖
飞泉洞摩崖，位于中国广东省广州市增城区增江街道五星村周山自然村后山岩壁上。1985年公布为增城县文物保护单位，2002年7月公布为广州市文物保护单位，2022年7月公布为广东省文物保护单位。

## 现存石刻
悬崖石壁上现存有文字石刻10处，以水流为中心分左右，则右边悬崖有3处，左边悬崖有7处。其中留有年款的有6处，年款不见的有4处。其中最早的一处刻于北宋熙宁四年（1070），最晚的一处刻于清乾隆辛丑年（1781），期间还有年款为南宋、明的石刻，前后共经历5个朝代共710年。

### 其一
大宋熙宁四年二月十有三日，广州信安令权增城县事徐均偕前邕州录事参军马郅、主薄欧阳叔度、县尉孟可久来谒仙翁祠堂，
观碾药石，饮流杯池，赋诗而还。镇题，男师中侍行。
                    

### 其二
大明万历壬子，暮春之望，邑人张永灿、单守敬、黄拱寅、黄拱万偕桐城刘胤昌、
南海朱完、东宫张应申来游，因建亭于崖左，分韵诗并记岁月。
                    

### 其三
该副刻字已残，仅余“曲水”二字。

### 其四
巨崖阵水曲如肱，四迸支流泻碧泉。
词客留连贪午坐，田家接引默春耕。
增江此地夸全胜，菊郎明朝杖再行。
苍翠中能容我住，便须垂钓乐余生。
正德辛巳九月二日，川东张懋贤书。偕游者县候朱文简二尹杨恩户侯王抚军杨
忠熙口口杨文彬口口白口口臣。
                    

### 其五
清乾隆辛丑十二月望后八日，余以雨口时苍，天气清朗，邀二三同口
口饮于斯口，口少辄醉，爰得七言联句二纪，因府石以志之。
    采菊药酒满流杯，云石嵯峨澄绿隈。
   口口得见葛翁路，溯泗飞渡到罗浮。
绍兴口宗贤口增城尉冯天锡
                    

### 其六
该副刻字只刻“醉眠石”三个大字。

### 其七
良辰寻胜到溪滨，曲水流杯适性情。
尽日开怀醉诗酒，盛游何必羡兰亭。
天顺三年口口口日湖口口口
                    

### 其八
修楔亭成，同明府刘燕及先生、户侯张亮父、太口黄应晖，应环过集，得明字。

逍遥曲水出，天宇万方晴。
千山青嶂合，百派泻松声。
抚景欣有托，自兹得幽真。
崖畔谁灌栵，结构日以成。
珏亭烈口口，凿口冽泉清。
况遇口口宰，翩翩似马卿。
相将豁心目，文酒共班荆。
觞咏互赛劝，坐得星斗旋。
机忘偿留乐，好鸟鸣嘤嘤。
悠然物外想，都无尘世情。
翘首飞云处，尤自近朱明。

里人单守敬题。

### 其九
该副刻字只刻“刘公洞 张老岩（嵓）”6个大字隶书。

### 其十
口口口乾道戊子子月望日，联辔偕来，效曲水修禊之游，觞咏戴月而归。蒲田江武书。
                    